# Йор (департамент)
Йор (на френски: Eure) е департамент в регион Нормандия, северна Франция. Образуван е през 1790 година от части на провинция Нормандия. Площта му е 6040 км², а населението – 603 925 души (2016). Административен център е град Еврьо. Сред забележителностите в департамента е замъкът Аркур.